# Bardolino
Bardolino (Bardolì o Bardolìn in veneto) è un comune italiano di 6 879 abitanti della provincia di Verona in Veneto.
Geograficamente localizzato sulla riviera orientale del lago di Garda, si estende per circa 57,33 km² di superficie, con un'altitudine che va da un minimo di 65 m s.l.m. a un massimo di 314 m s.l.m.

## Geografia fisica

### Territorio
Bardolino sorge a circa 30 chilometri a ovest da Verona, capoluogo della provincia di cui fa amministrativamente parte, si trova sulla sponda orientale del lago di Garda, compreso tra i comune di Lazise a sud e di Garda a nord, su di un territorio collinare stretto tra il lago, a ovest, e la collina morenica, a est, che separa il lago stesso dalla valle dell'Adige, nel punto in cui questo sfocia nella Pianura Padana.
Il territorio di Bardolino si sviluppa completamente all'interno del grande anfiteatro morenico del Garda: sorge su terreni costituiti da sedimenti depositati in ambiente glaciale e fluvio-glaciale durante il quaternario, depositi attribuiti principalmente alle glaciazioni Riss e Würm e in seguito addolciti dai processi di denudazione e dilavamento dei versanti. Questi ultimi processi hanno provocato la formazione di una morfologia ondulata che degrada con delicatezza verso il lago.
Il suolo presenta depositi morenici fino a diverse centinaia di metri di profondità, come hanno confermato la perforazione di pozzi idrici, e questa composizione del suolo causa la media permeabilità dei terreni superficiali. Le falde freatiche presenti nei fondovalle sono spesso presenti a pochi metri di profondità sotto il piano di campagna, motivo per cui sono presenti nel territorio diversi toponimi che richiamano la presenza di ristagni idrici, difficoltà di deflusso e falde superficiali.
Per quanto riguarda la classificazione sismica regionale Bardolino è classificata nella zona 3, ovvero a bassa sismicità, anche se storicamente la zona a est del lago di Garda, quindi il monte Baldo, e la val d'Illasi sono le aree a maggior sismicità della provincia di Verona, essendovi stati eventi sismici di notevole intensità.

### Clima
Il lago di Garda, e quindi Bardolino, fa parte di quell'ampia zona climatica che comprende la Pianura Padana e le prime valli alpine e che denota un clima temperato umido, ma che localmente manifesta condizioni notevolmente mitigate dalla massa d'acqua: questo clima può definirsi sub-mediterraneo. La primavera e l'autunno sono le stagioni più piovose, mentre l'estate è di tipo mediterraneo, quindi asciutta ma interrotta da intensi temporali, specialmente nel mese di agosto. In inverno le temperature sono meno rigide rispetto alle zone circostanti e le precipitazioni sono piuttosto scarse, mentre le nebbie solo in poche occasioni riescono a invadere il basso lago.
Nel comune di Bardolino la temperatura media annua e di circa 13 °C, con medie minime di 8 °C e medie massime si 18-18,5 °C, mentre le precipitazioni annuali variano da un minimo di 650 mm a un massimo di 800 mm.

## Origini del nome
Il nome di Bardolino potrebbe derivare da un termine latino di derivazione gaelica: Bardus, "cantore" oppure, altra ipotesi da patronimico germanico, Pardali o Bardali, figlia del re Aulete fondatore di Mantova.

## Storia

### Preistoria e antichità
Le tracce più antiche della presenza dell'uomo nella zona risalgono al III millennio a.C. quando vi fu la presenza della civiltà palafitticola del basso lago di Garda. Resti di questo antico popolo sono stati trovati in particolare nella frazione di Cisano, oltre che in altre zone limitrofe come a Peschiera, Pacengo, Lazise e Garda.
Moltissimi i reperti di epoca romana rinvenuti, sia a Bardolino sia in altri comuni lacustri, ciò a testimonianza di come fosse un luogo particolarmente amato dai Romani che si erano insediati nella città di Verona già a partire dal II secolo a.C. Molte delle iscrizioni su pietra ritrovate, ora in gran parte conservate presso il museo lapidario maffeiano nel capoluogo veronese, si possono collocare nell'età repubblicana o neo imperiale. Fra esse un curioso cippo sepolcrale eretto da un uomo a sé stesso mentre era ancora in vita. Durante alcuni scavi, sono state portate alla luce anche alcune vestigia di abitazioni romane e, molto probabilmente, alcuni di questi resti furono utilizzati in epoca medievale per innalzare le porte a difesa del comune.

### Storia medievale
Terminata l'epoca delle invasioni barbariche con la caduta dell'Impero romano d'Occidente, gli abitanti di Bardolino conobbero un periodo di relativa pace e tranquillità, interrotto tuttavia dall'infuriare della guerra gotica (535-553) quando dovettero patire saccheggi perpetrati sia dai Goti, sia dai Bizantini. Nel 568, guidati da Alboino, in Italia si stabilirono i Longobardi che imposero il loro potere anche sulla zona gardesana. A loro si deve una riorganizzazione di tutta la sponda lacustre veronese raggruppata in un'unica unità amministrativa, la “iudicaria Gardensis” con Garda capoluogo.
In epoca longobarda i monaci dell'abbazia di Bobbio vi fondarono il monastero di San Colombano che diverrà un priorato autonomo.
I Longobardi rimasero padroni dell'Italia settentrionale fino al 774 quando vennero sconfitti dai Franchi di Carlo Magno che diede inizio al Sacro Romano Impero. Nell'807 compare per la prima volta il nome del vicus “Bardolino” riportato su un diploma emanato da re Pipino d'Italia in cui veniva ceduta all'abbazia di San Zeno a Verona la chiesa di San Zenone «situata in Bardolino con tutte le sue pertinenze».

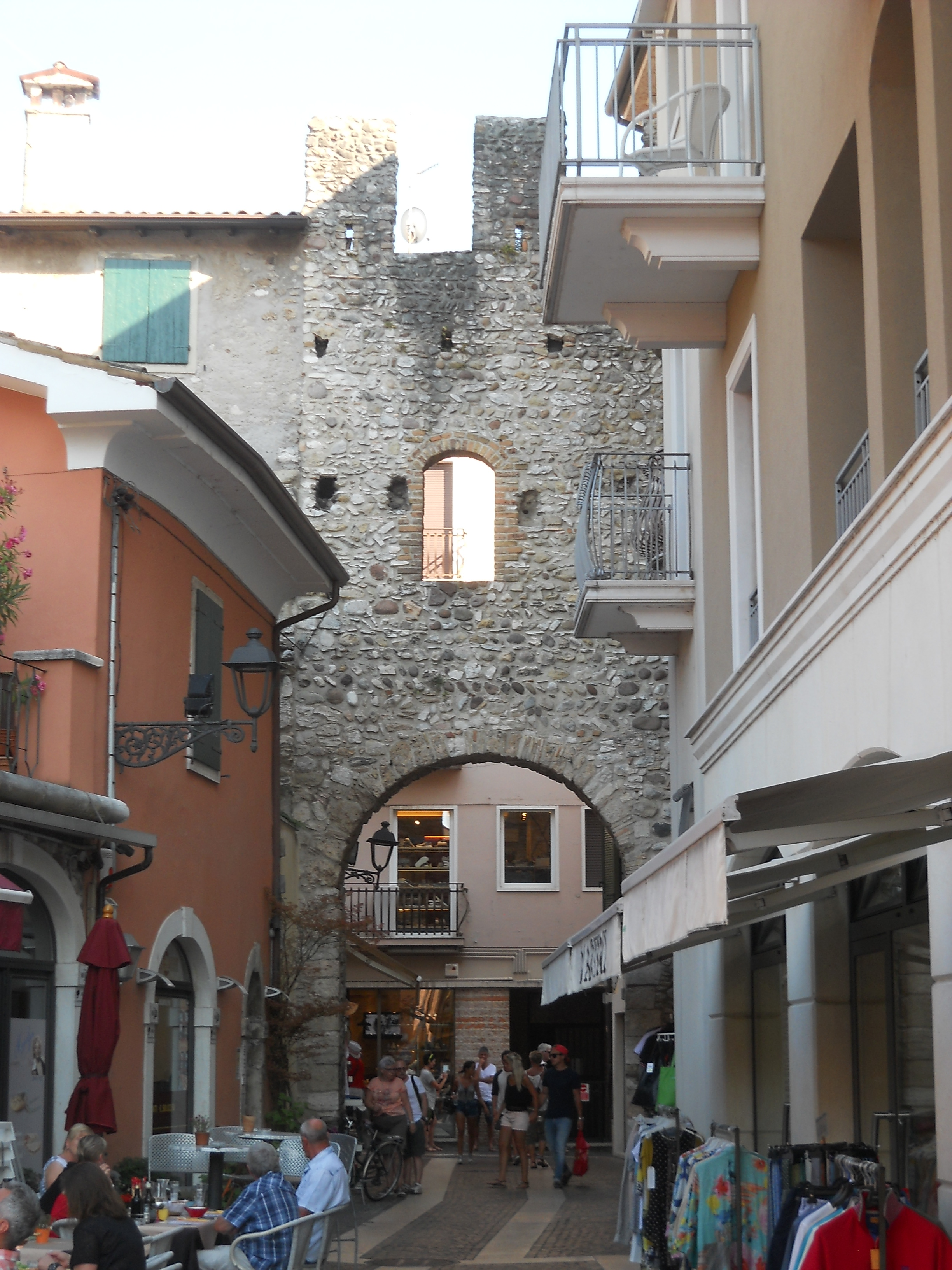
Resti della porta medievale San Giovanni a Bardolino

Tra l'856 e l'859, in un periodo di instabilità politica dovuto alla morte di Carlo Magno, vi fu una disputa fra Verona e i paesi del lago che sfociò in una battaglia in cui quest'ultimi vennero sconfitti. L'episodio è ricordato in una tela del pittore Felice Brusasorzi dal titolo "Vittoria dei Veronesi sui Gardesani” oggi conservata nella sala del consiglio del municipio di Verona a Palazzo Barbieri.
Tra il IX e il X secolo, per contrastare le numerose scorribande degli Ungheri, i principali abitati delle sponde del lago si dotarono di mura e castelli, Bardolino non fece eccezione. Poco sappiamo della prima fortificazione che qui venne innalzata, di cui le prime documentazioni sono del 1100, ma si ritiene che la sua costruzione fosse stata concessa ai bardolinesi dall'imperatore Berengario del Friuli; un simile permesso venne accordato a tutte le comunità del lago. In seguito il castello si ingrandì fino a costituire, con i Della Scala, un unico fortilizio per tutto il paese. Le spesse mura, circondate da un ampio fossato, richiudevano il centro del paese a cui si poteva accedere da sole due porte: una posta a nord-est in direzione Garda chiamata "San Giovanni" o "superiore", una a sud-est chiamata "Verona" o "inferiore".

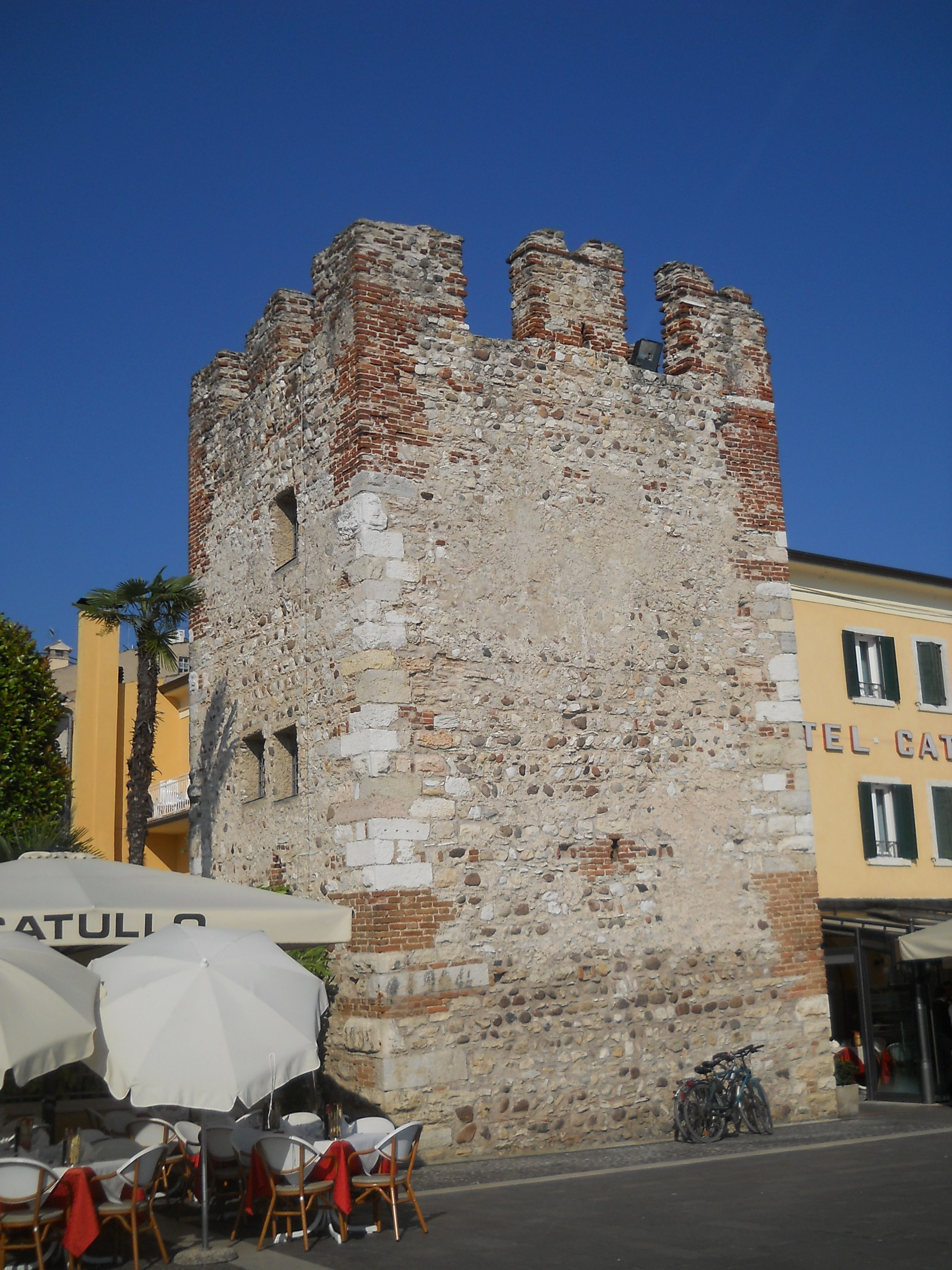
Vestigia delle fortificazioni medievali

Nel XII secolo Bardolino è ricordato come comune autonomo sorretto da un proprio statuto e amministrato da un'assemblea di vicinia, i capi famiglia. La giustizia era amministrata da un podestà mentre un sindaco fungeva da procuratore nei contenziosi. Risale al 1222 la costituzione, comune a quasi tutti i centri del lago, dei diritti di pesca riservati a una corporazione del luogo. Nel 1193 Bardolino segue la sorte di tutte le ville dipendenti dalla Rocca di Garda che vengono cedute con essa dall'imperatore Enrico VI al comune di Verona.

### Storia moderna e contemporanea
Durante il Medioevo e l'età moderna Bardolino seguì i destini di Verona e, almeno dal 1369, la comunità di Bardolino era tenuta realizzare e mantenere per gli Scaligeri una ganzerra (un'imbarcazione militare) lunga quasi 18 metri. Con la dedizione di Verona a Venezia del 24 giugno 1405 iniziò il dominio veneziano. Sotto la Serenissima, Bardolino divenne il centro della marina veneziana sul lago, e nel 1526 fu saccheggiato e subì il rapimento di propri abitanti a fini di riscatto da parte dei Lanzichenecchi. Sotto gli Austriaci fu capoluogo del distretto che raggruppava tutti i comuni veronesi rivieraschi.
Nel 1848 insorse alle truppe austriache credendo nella vittoria dei Piemontesi e ne subì rappresaglie: incendi, saccheggi e fucilazioni. Nel 1866 Bardolino entrò a far parte del Regno d'Italia.

### Priorato di Bardolino
Il Priorato di Bardolino sorse come dipendenza dell'abbazia di San Colombano a Bobbio.
La prima testimonianza documentale longobarda è un atto del re Liutprando che dona al già esistente priorato di Bardolino una corte regia di pesca; una seconda donazione da parte di re Rachis si ebbe con la grande pischaria di Peschiera del Garda che ne muto l'antico nome. Nel 1208 papa Innocenzo III pose il priorato di Bardolino alle dipendenze della diocesi di Verona. Il priorato e il monastero di San Colombano di Bardolino vennero soppressi nel 1810 in epoca napoleonica e le proprietà terriere passarono al demanio.

### Simboli
Lo stemma e il gonfalone del comune di Bardolino sono stati concessi con decreto del presidente della Repubblica del 15 dicembre 1981.
Il gonfalone è un drappo di giallo.

Bandiera de facto di Bardolino

È in uso una bandiera non ufficiale costituita da un drappo partito di giallo e di azzurro caricato dello stemma con l'iscrizione bardolino riportata sulla fascia d'argento e sormontato da una corona di conte.

## Monumenti e luoghi d'interesse

### Architetture religiose

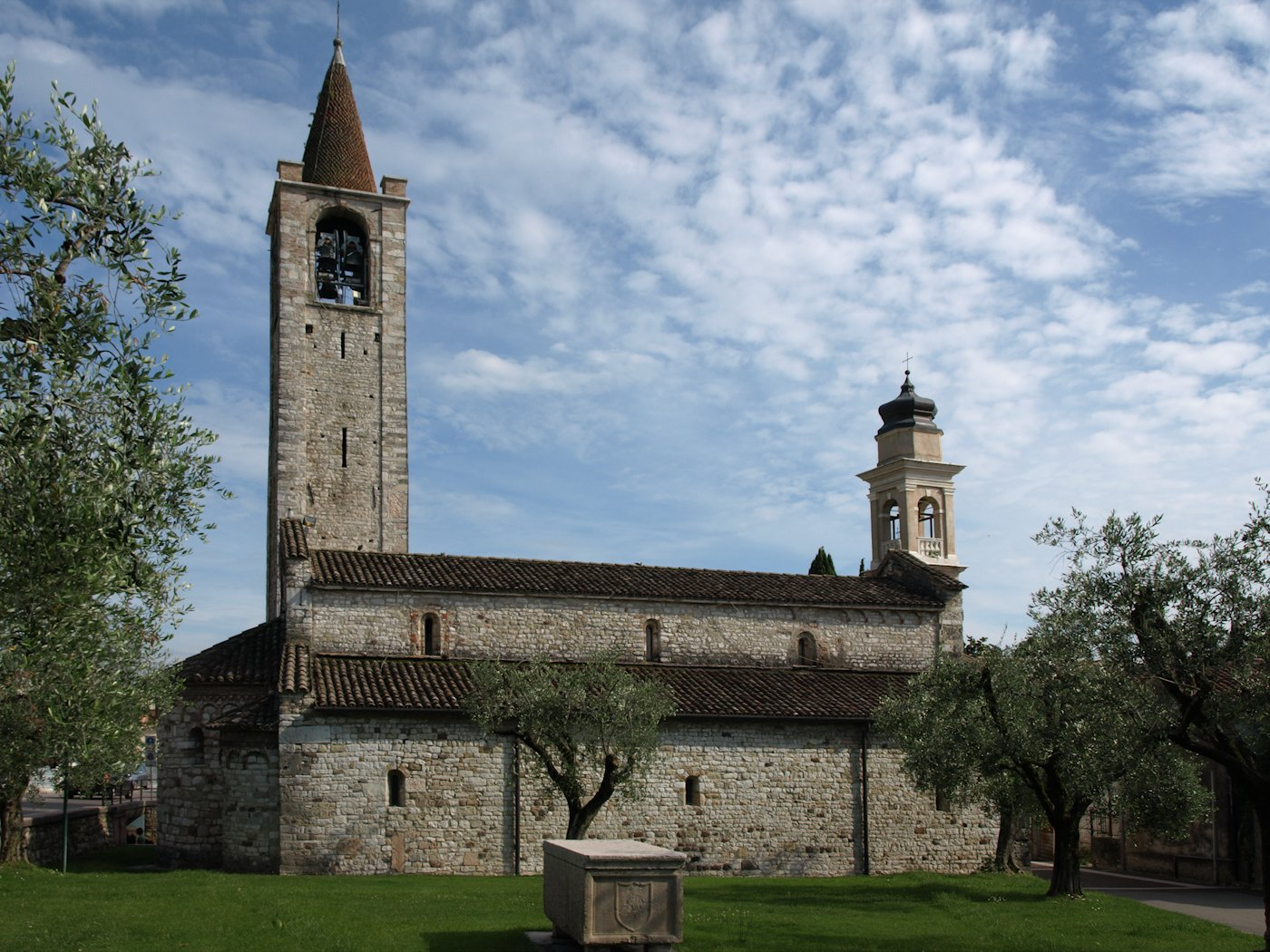
Chiesa di San Severo

- Chiesa di San Zeno, della seconda metà del IX secolo. Esempio di architettura carolingia presenta una pianta a croce latina con le volte a botte sui bracci laterali e a crociera sul tiburio. Nei bracci laterali sono conservate decorazioni originali. Fu fra le poche chiese del veronese lasciate intatte dal terremoto del 1117.[17]
- Chiesa di San Severo, dell'XI secolo e XII secolo, in stile romanico, è citata in un diploma di re Berengario del 983. Ha una facciata divisa in tre settori con protiro. Il campanile ha una cuspide. Ci sono affreschi del XII, XIII e XIV secolo. La cripta è altomedievale.
- Chiesa di San Nicolò e San Severo, edificata su progetto dell'architetto Bartolomeo Giuliari fra il 1830 e il 1847, sostituì San Severo come parrocchiale.
- Monastero di San Colombano al Monte (in località Sém i resti oggi privati dell'antico monastero del priorato di S. Colombano di Bardolino), fondato in epoca longobarda e riedificato nell'XI secolo, dipendente dall'abbazia di San Colombano di Bobbio[18]. All'interno vi è un dipinto, all'incirca del 1960, raffigurante la Vergine e San Colombano, opera di Leonardo Peretti.
- Chiesa di San Colombano al Borgo, dismessa a fine XVIII secolo e demolita alla fine del XIX secolo.
- Pieve di Santa Maria, costruita a Cisano nel XII secolo su una precedente chiesa del tardo VII secolo a sua volta costruita su un tempio pagano[19]. L'interno fu rifatto danneggiando irreparabilmente la struttura nel XIX secolo.
- Chiesetta di San Vito, antecedente al XIII secolo, in località Cortelline. Nonostante i rifacimenti del coro e della facciata avvenuti nel 1714, conserva ancora tratti della sua struttura altomedievale.[20]

### Ville

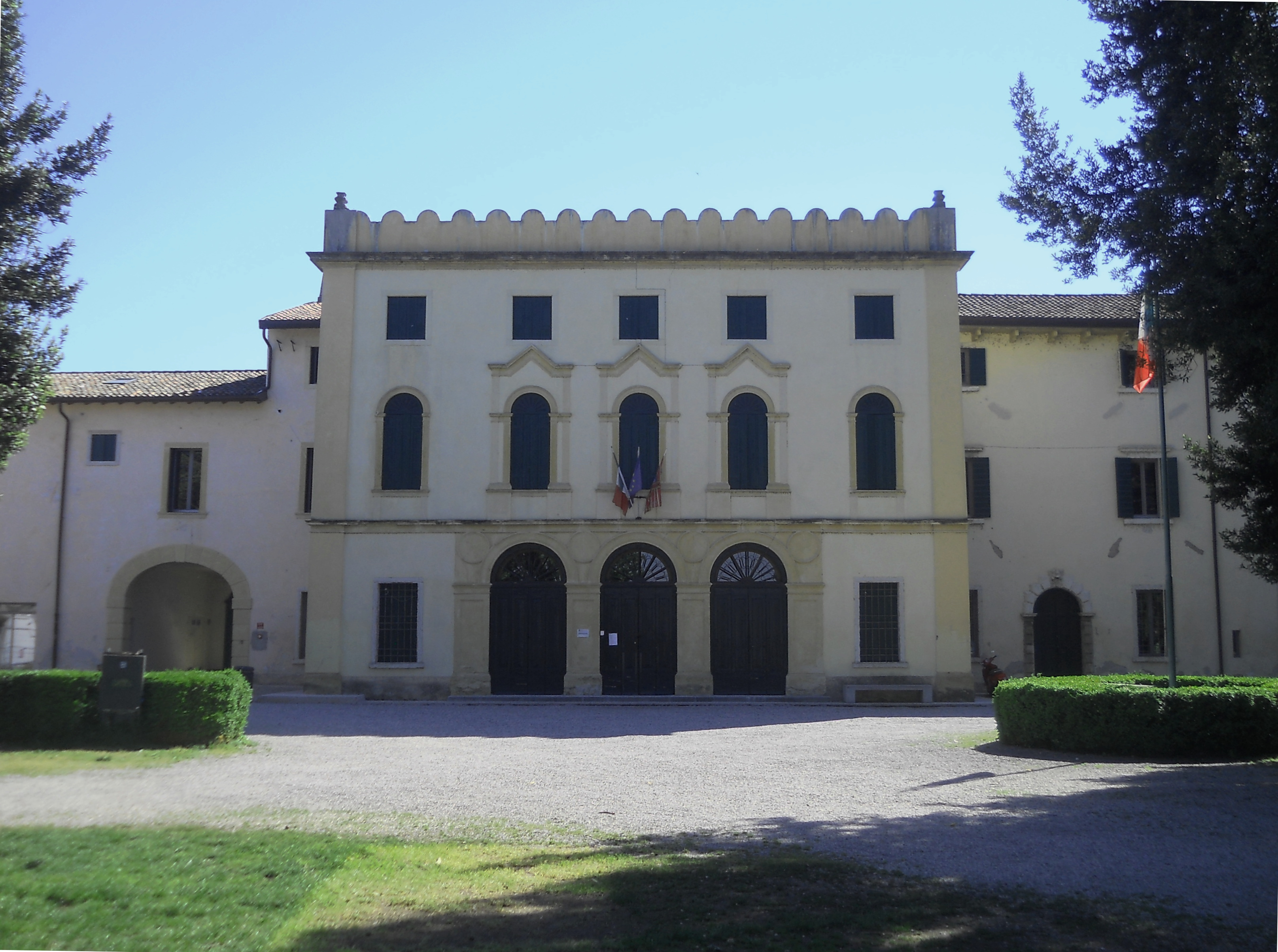
Villa Carrara, Bottagisio a Bardolino sul lago di Garda

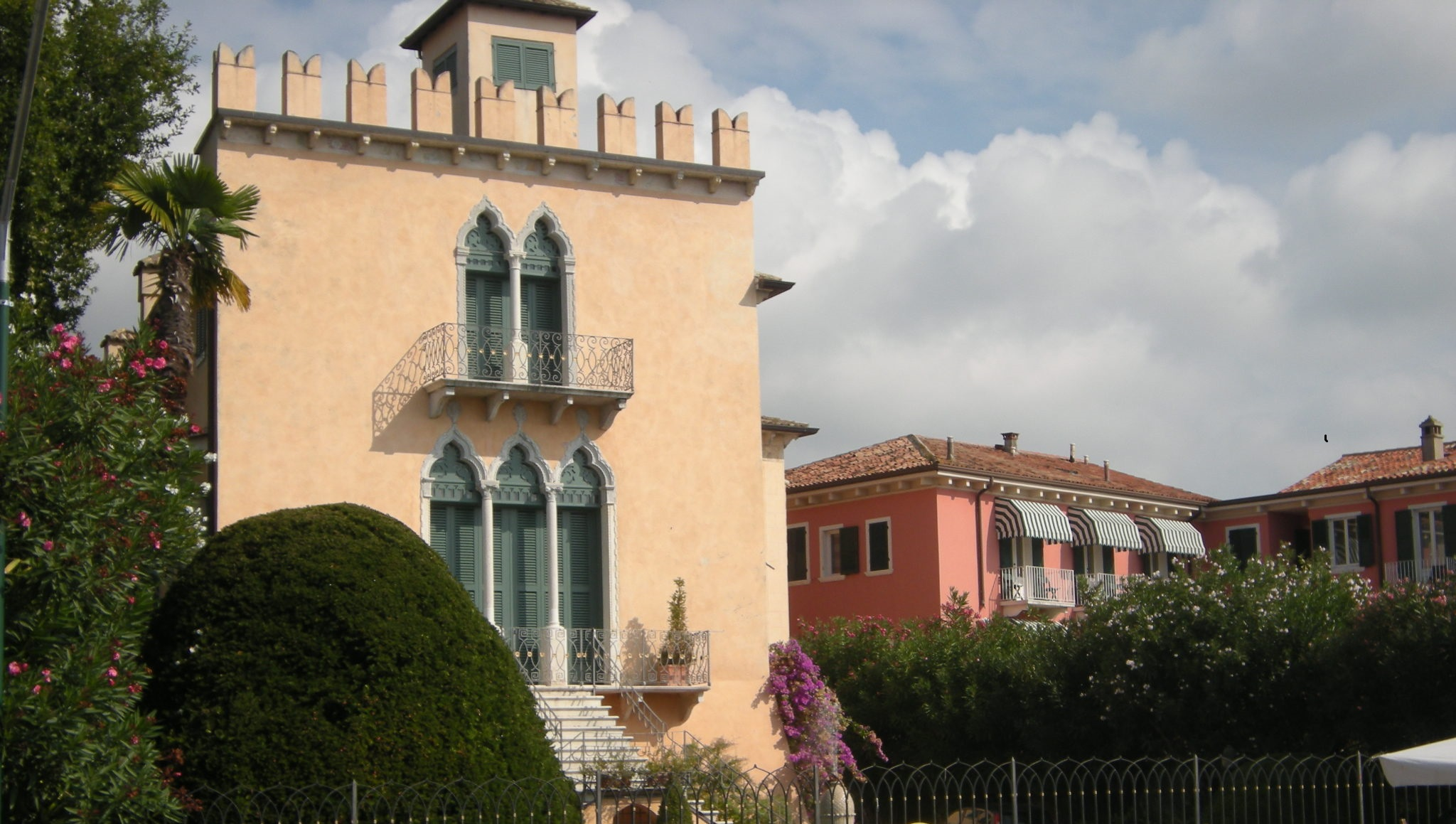
Villa delle rose ed Hotel Alla Riviera.

- Villa delle rose ed Hotel Alla Riviera.Hotel Alla Riviera (XVII secolo) hotel più antico di Bardolino creato a partire da una villa storica.
- Villa Bottagisio (XIX secolo), con un bel parco che occupa tutta la parte nord della baia di Bardolino.
- Villa Guerrieri (XIX secolo), in via San Martino, ha un parco notevole fronte lago e resti di un antico fortilizio.
- Villa Bassani Raimondi (XIX secolo), in via Fosse, aveva un bel parco danneggiato nel dopoguerra.
- Villa Marzan (XIX secolo), a Cisano, è stata ristrutturata dall'architetto Ettore Fagiuoli. Ha il parco con pagoda e uccelliera.
- Villa Giuliari-Gianfilippi (XIX secolo), ha un parco lungo il lago, a sud di Bardolino.
- Villa Ferrari (XIX secolo).
- Villa Betteloni (XIX secolo).
- Villa Terzi-Cristanini o Villa delle Rose.
- Casa Ottolenghi, progettata dall'architetto Carlo Scarpa.

### Fortificazioni
- Mura di cinta di Bardolino - XII secolo.

Le mura di cinta nella versione rimasta oggi sono ridotte. Fu più volte ampliato dal nucleo originario.

## Società

### Evoluzione demografica
Abitanti censiti

## Cultura

### Musei
Il Museo Sisàn, aperto il 10 maggio 2009, è dedicato alle tradizioni ornitologiche ittiche e contadine del comprensorio gardesano.
Lo scopo principale del museo è la diffusione della conoscenza ornitologica e delle tradizioni storico-artigianali legate alle attività della caccia e della pesca diffusamente praticate in passato nel Basso Garda. Sempre a Bardolino, nel 1991 per volere di Gaetano Zeni è stato istituito il Museo del Vino. Esso è suddiviso in aree tematiche, ognuna dedicata a un aspetto diverso dei processi della filiera vitivinicola, dalla coltivazione in vigna fino alla fase di imbottigliamento. Gli oggetti esposti sono per la maggior parte originali e quindi effettivamente utilizzati nel corso degli anni.

### Eventi
Il paese di Bardolino, forte della sua vocazione turistica, ospita numerosi eventi che si tengono per tutto il corso dell'anno. Il triathlon internazionale di Bardolino, prima gara sulla distanza olimpica in Europa che si disputa ogni anno nel mese di giugno. La Regata delle Bisse viene organizzata dalla Lega Bisse del Garda, tappa del campionato delle bisse, tradizionali imbarcazioni da voga alla veneta, che si tiene tra giugno e agosto. Il trofeo è la bandiera del lago. Il Concorso Pianistico Nazionale "Città di Bardolino", organizzato dalla Filarmonica Bardolino (un'antica e prestigiosa associazione musicale da molto tempo presente sul territorio di Bardolino).
Eventi dedicati al vino sono: Festa del Chiaretto, che si tiene in maggio; la Festa dell'uva, in ottobre; la Festa del Novello, in novembre. A Cisano, in primavera, viene organizzata una Rassegna campanaria e la Regata di Cisano, gara remiera di voga veneta.
A Bardolino, in ottobre, il Festival Internazionale della Geografia di Bardolino richiama numerosi partecipanti.

## Economia

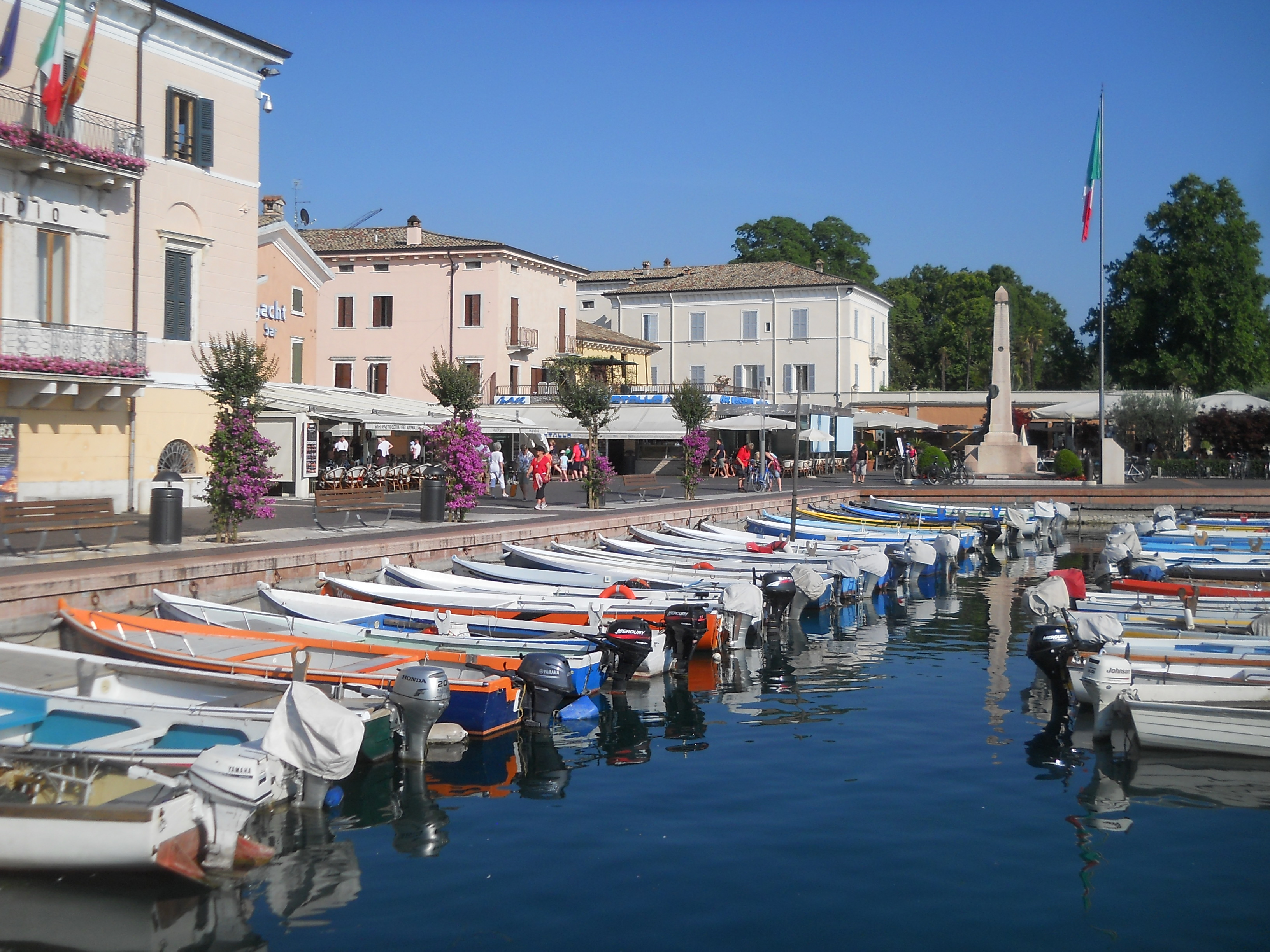
Porticciolo di Bardolino

L'economia è prevalentemente turistica. La dimensione dell'industria turistica si può riassumere in alcuni dati: oltre 4 000 posti letto in alberghi, oltre 11 000 in altre forme e 2 000 addetti ai lavori del settore.
Non meno importante è la produzione vinicola con la denominazione del vino Bardolino che prende il nome dal paese. Quella locale è una economia che prende spunto dalla doppia natura del territorio: lago e collina.

## Amministrazione
| Periodo     | Periodo     | Primo cittadino       | Partito              | Carica  | Note   |
| ----------- | ----------- | --------------------- | -------------------- | ------- | ------ |
| 1889        | 1891        | Gelmetti Marco        |                      | Sindaco | [ 22 ] |
| 1891        | 1897        | Giuliari Scipione     |                      | Sindaco | [ 22 ] |
| 1898        | 1903        | Gianfilippi Guglielmo |                      | Sindaco | [ 22 ] |
| 1903        | 1906        | Gelmetti Giovanni     |                      | Sindaco | [ 22 ] |
| 1906        | 1910        | Gianfilippi Guglielmo |                      | Sindaco | [ 22 ] |
| 1910        | 1915        | Bottagisio Luigi      |                      | Sindaco | [ 22 ] |
| 1915        | 1920        | Delaini Gaetano       |                      | Sindaco | [ 22 ] |
| 1920        | 1923        | Kessler Giovanni 1920 |                      | Sindaco | [ 22 ] |
| 1924        | 1928        | Vivaldi Felice        |                      | Podestà | [ 22 ] |
| 1929        | 1933        | Luigi Torresani       |                      | Podestà | [ 22 ] |
| 1933        | 1933        | Marzari Silvio        |                      | Podestà | [ 22 ] |
| 1934        | 1934        | Colbertaldo Luigi     |                      | Podestà | [ 22 ] |
| 1935        | 1943        | Delaini Modesto       |                      | Podestà | [ 22 ] |
| 1943        | 1945        | Fasoletti Giuseppe    |                      | Podestà | [ 22 ] |
| 1945        | 1946        | Lenotti Emilio        |                      | Sindaco | [ 22 ] |
| 1946        | 1948        | Zamboni Giuseppe      |                      | Sindaco | [ 22 ] |
| 1948        | 1949        | Zeni Ernesto          |                      | Sindaco | [ 22 ] |
| 1949        | 1952        | Contolini Bruno       |                      | Sindaco | [ 22 ] |
| 1952        | 1953        | Fincati Carlo         |                      | Sindaco | [ 22 ] |
| 1953        | 1959        | Delaini Carlo         |                      | Sindaco | [ 22 ] |
| 1959        | 1960        | Vivaldi Vincenzo      |                      | Sindaco | [ 22 ] |
| 1960        | 1963        | Delaini Carlo         |                      | Sindaco | [ 22 ] |
| 1963        | 1970        | Metzler Giorgio       |                      | Sindaco | [ 22 ] |
|             |             | ...                   |                      | Sindaco | [ 22 ] |
| maggio 1985 | maggio 1990 | Pietro Meschi         | Democrazia Cristiana | Sindaco | [ 23 ] |
| maggio 1990 | aprile 1995 | Armando Ferrari       | Democrazia Cristiana | Sindaco | [ 24 ] |
| aprile 1995 | giugno 1999 | Armando Ferrari       | Lista Civica         | Sindaco | [ 25 ] |
| giugno 1999 | giugno 2004 | Armando Ferrari       | Lista Civica         | Sindaco | [ 26 ] |
| giugno 2004 | giugno 2009 | Pietro Meschi         | Lista Civica         | Sindaco | [ 27 ] |
| giugno 2009 | giugno 2014 | Ivan De Beni          | Lista Civica         | Sindaco | [ 28 ] |
| giugno 2014 | giugno 2019 | Ivan De Beni          | Lista Civica         | Sindaco | [ 29 ] |
| giugno 2019 | giugno 2024 | Lauro Sabaini         | Lista Civica         | Sindaco | [ 30 ] |
| giugno 2024 | in carica   | Daniele Bertasi       | Lista Civica         | Sindaco | [ 31 ] |

### Gemellaggi
- Rednitzhembach.[32]

### Altre informazioni amministrative
Il comune fa parte dell'Associazione Nazionale Città del Vino. Inoltre il comune aderisce all’iniziativa: patto dei sindaci

## Sport

### Calcio
La squadra di calcio femminile, Calcio Femminile Bardolino, dalla stagione 2004-2005 ha aperto un ciclo di vittorie a livello nazionale che l'hanno delineata come la società leader del calcio italiano femminile; inoltre nel 2007-2008 ha raggiunto una semifinale di Coppa dei Campioni, evento senza precedenti per una squadra italiana. Lo scudetto del 2004-2005 è il quarto in provincia di Verona conquistato da tre squadre diverse. Dalla stagione 2010-2011 la società si trasferisce a Verona, assumendo la denominazione Verona Bardolino.
In città il calcio femminile ha continuato a essere rappresentato dall'USD Real Bardolino che militò stabilmente nel campionato di Serie B fino alla stagione 2013-2014 quando la società decise di cessare ogni attività.
Il comune di Bardolino ospita il centro sportivo Veronello che è stato sede degli allenamenti del Chievo per oltre 26 anni, fino alla primavera del 2010.

### Ciclismo
Nel 2004 ha ospitato i Campionati del mondo di ciclismo su strada a cronometro in sinergia con Verona dove si disputavano le gare in linea.
Il comune è stato scelto come sede di partenza della 20ª tappa del Giro d'Italia 2007 (Bardolino-Verona di 43 km, prova a cronometro individuale) vinta da Paolo Savoldelli.
Bardolino è la sede di partenza e di arrivo di Lake Garda Tour, la gran fondo ciclistica che percorre l'intero perimetro del lago di Garda.

### Altri sport
Bardolino ospita una delle più importanti gare internazionali di triathlon olimpico in Italia, il Triathlon internazionale Città di Bardolino.
Il 9 novembre 2013 il gruppo La Darsena Bardolino ha vinto la medaglia d'oro nei 500 metri e nei 200 metri misti della gara di Dragon Boat a Miami in Florida. Argento nei 200 metri open. Unica squadra europea a partecipare a tale evento. Nel 2010 aveva vinto l'oro all'«Hong Kong Dragon Boat Festival» di New York.